# Viola Beach
Viola Beach war eine britische Indie-Rock-Band. Alle Mitglieder starben bei einem Autounfall im Februar 2016.
Die Band wurde im Mai 2015 gegründet und stammte aus Warrington (Nordengland). Die erste Single hieß Swings and Waterslides. Es folgten weitere Singles und Auftritte auf Festivals, in Clubs und im Fernsehen des Vereinigten Königreichs.

## Unfall

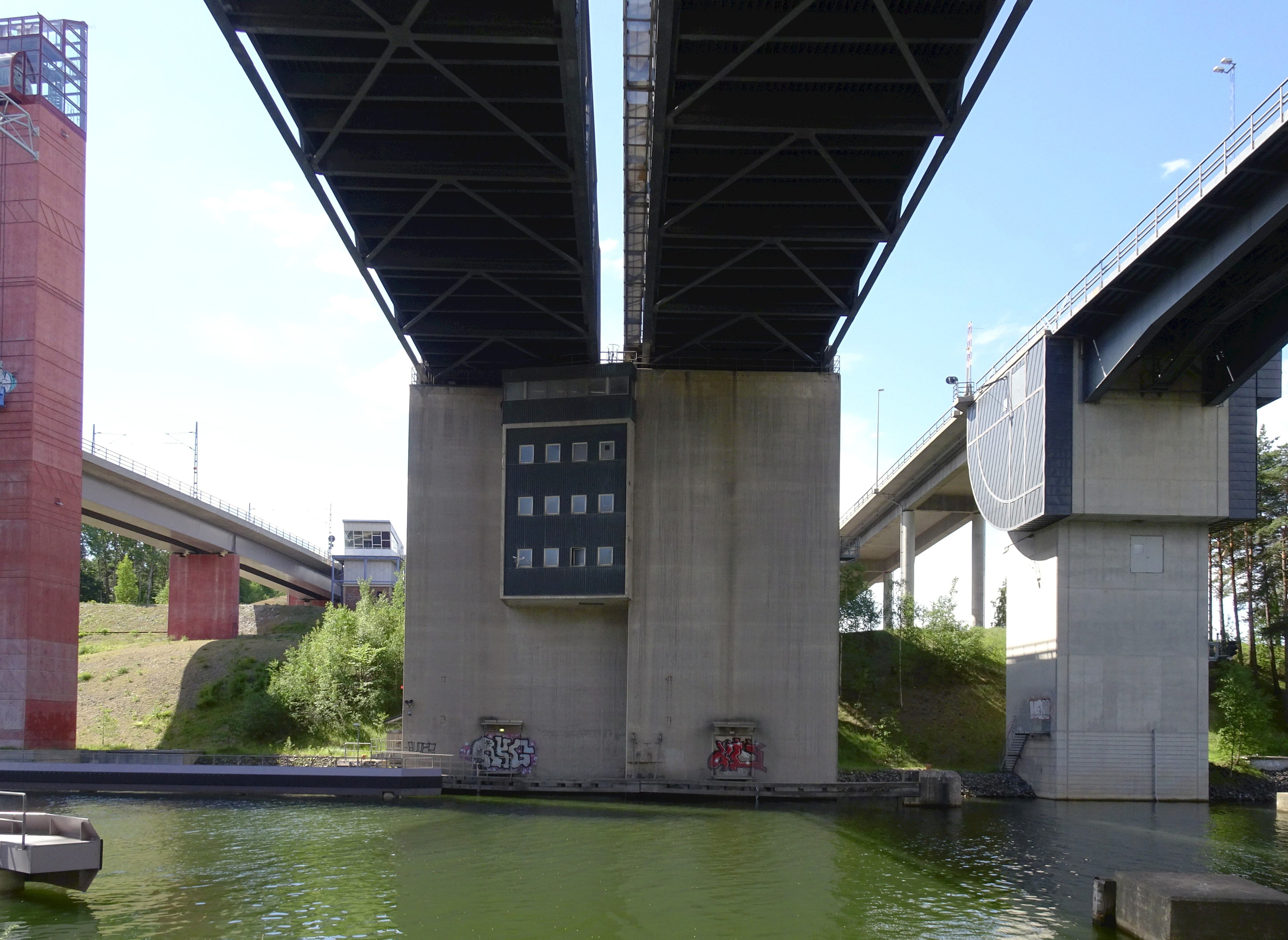
Die Brücken über den Kanal bei Södertälje. Der Unfall ereignete sich auf der Autobahnbrücke der Europastraße 4 (mittlere Brücke).

In der Nacht auf den 13. Februar 2016 stürzte der Mietwagen der Band bei Södertälje (Stockholms län) in einen Kanal. Die Band war von Norrköping (Östergötlands län) – wo sie einen Auftritt während des Festivals Where's the Music? hatte – nach Stockholm unterwegs, von wo sie per Flugzeug die Heimreise antreten wollte. Bei dem Unfall starben alle vier Bandmitglieder sowie deren Manager Craig Tarry. Der Wagen hatte offenbar eine Schranke durchbrochen, welche die Zufahrt zu einer etwa 25 m hohen beweglichen Brücke der Autobahn E4/E20 über den Södertälje-Kanal in geöffnetem Zustand verhindern sollte. Die Brücke wird für Schiffe, die den Kanal befahren, hochgezogen.
Als Folge der Berichterstattung wurde ihren Veröffentlichungen mehr Aufmerksamkeit geschenkt und sie erreichten dadurch mit ihrer Single Swings & Waterslides posthum Platz 11 in den britischen Charts.
Bei der gerichtlichen Untersuchung des Unfalls durch einen Coroner in Großbritannien zeigte sich, dass Manager Craig Terry, welcher der Lenker des Fahrzeuges war, zum Zeitpunkt des Unfalls weder unter Alkohol- noch unter Drogeneinfluss stand. Die Unfallursache blieb ungeklärt, da der Fahrer genug Zeit hatte, anzuhalten, als er nacheinander zwei Sperren durchbrach. Ein Verkehrsunfall wurde als offizielle Todesursache festgestellt.

## Diskografie
Singles
- Swings and Waterslides
- Boys That Sing
- Cherry Vimto
- Get to Dancing